# Eriophyllum
Eriophyllum, és un gènere de plantes asteràcies natives de l'oest d'Amèrica del Nord amb la major concentració d'espècies a Califòrnia. Consta d'unes 76 espècies descrites i només de 14 d'acceptades.

## Etimologia
Eriophyllum: deriva de les paraules gregues: "erion" = "llana" i "phyllum" = "fulla".

## Espècies acceptades
- Eriophyllum ambiguum
- Eriophyllum cheirantiflorum
- Eriophyllum confertiflorum
- Eriophyllum congdonii
- Eriophyllum jepsonii
- Eriophyllum lanatum
- Eriophyllum lanosum (A.Gray) A.Gray
- Eriophyllum latilobum
- Eriophyllum mohavense
- Eriophyllum multicaule
- Eriophyllum nubigenum
- Eriophyllum pringlei
- Eriophyllum stoechadifolium
- Eriophyllum wallacei (A.Gray) A.Gray